# Dobrejci
Dobrejci (macedónul: Добрејци) település Észak-Macedóniában, a Délkeleti körzetben, a Sztrumicai járásban.

## Népesség
| Lakosok száma | 552  | 623  | 743  | 1122 | 1608 | 1688 | 1693 | 1764 | 1507 |
|               | 1948 | 1953 | 1961 | 1971 | 1981 | 1991 | 1994 | 2002 | 2021 |

- 2002-ben 1764 lakosa volt, akik mindannyian macedónok.